# Amblyseius angulatus
Amblyseius angulatus är en spindeldjursart som beskrevs av Wolfgang Karg 1982. Amblyseius angulatus ingår i släktet Amblyseius och familjen Phytoseiidae. Inga underarter finns listade i Catalogue of Life.